# Coffret d'Auzon
Le coffret d'Auzon est un reliquaire en os de baleine confectionné en Angleterre au VIIIe siècle. Il est également connu en anglais sous les noms de Franks Casket (littéralement « coffret de Franks », du nom de son inventeur, le collectionneur britannique, Augustus Wollaston Franks), ou Auzon Runic Casket (« coffret runique d'Auzon », du nom du village de la Haute-Loire où il fut trouvé). Il est conservé au British Museum, sauf un panneau qui se trouve au musée national du Bargello à Florence. Un moulage en est exposé au musée de Clermont-Ferrand.

## Histoire

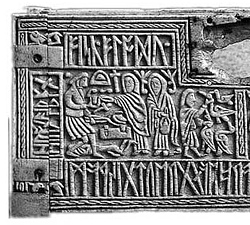
Détail de la moitié gauche de la face avant du coffret.

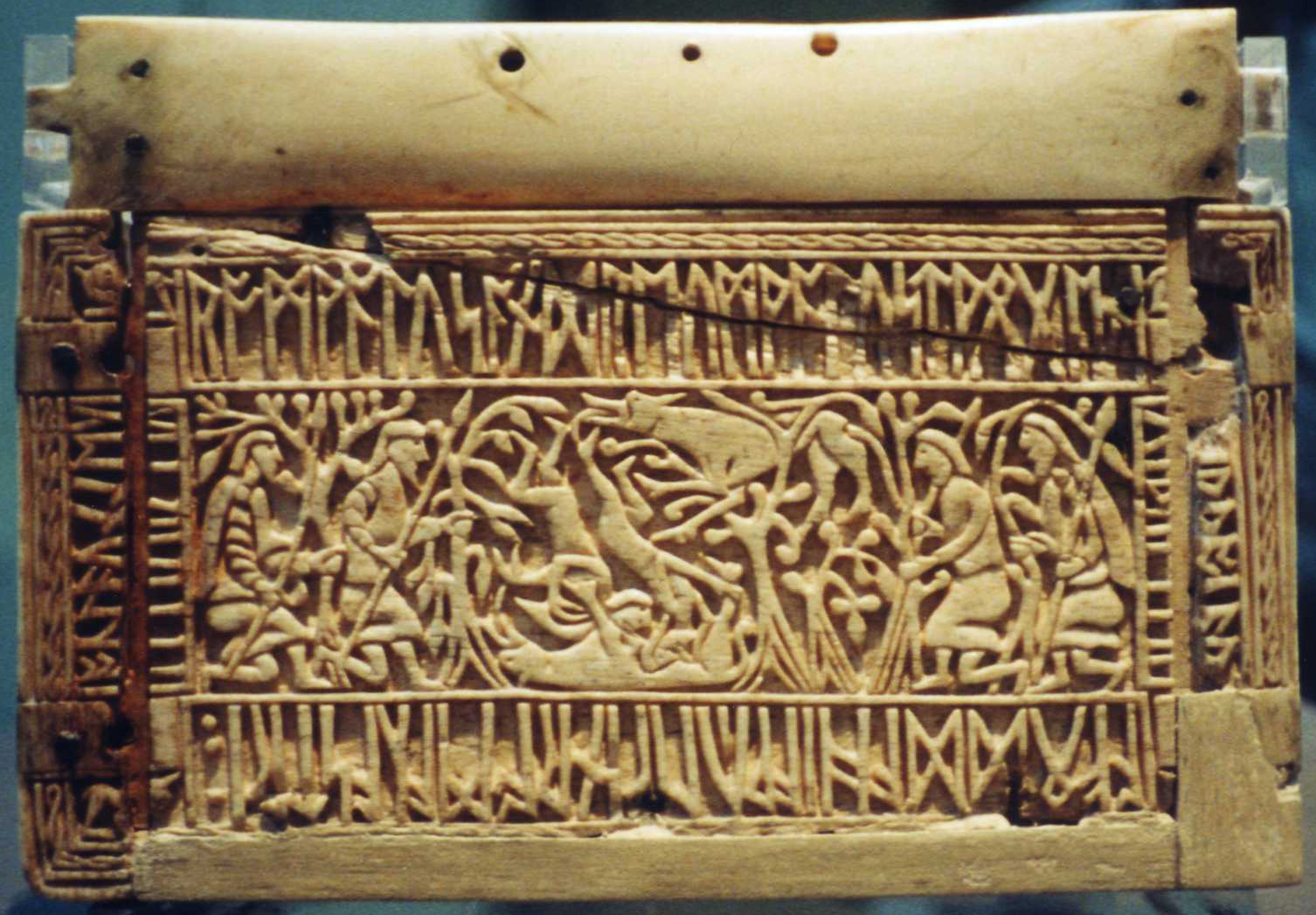
Panneau gauche du coffret.

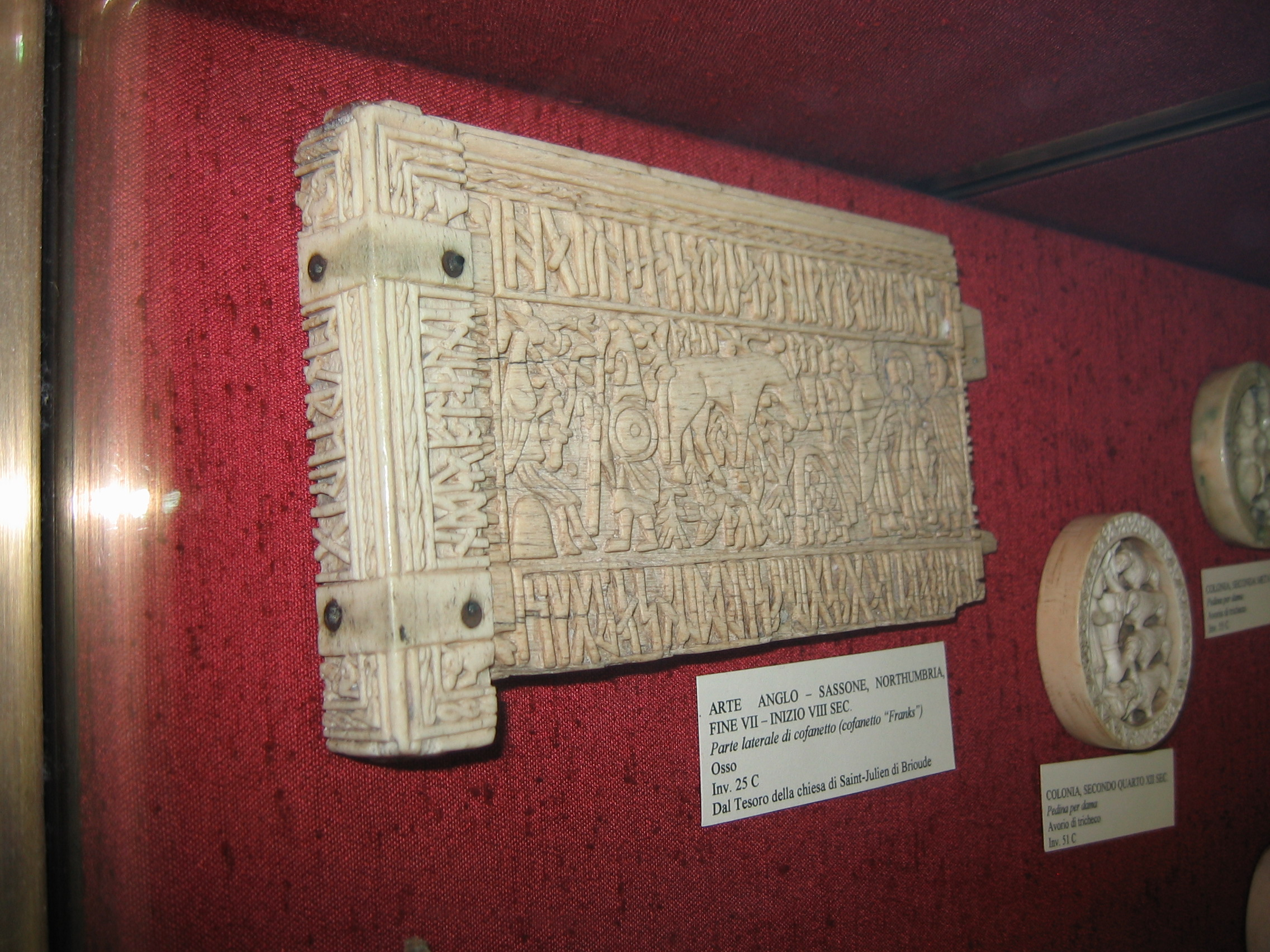
Panneau droit original exposé au musée du Bargello de Florence.

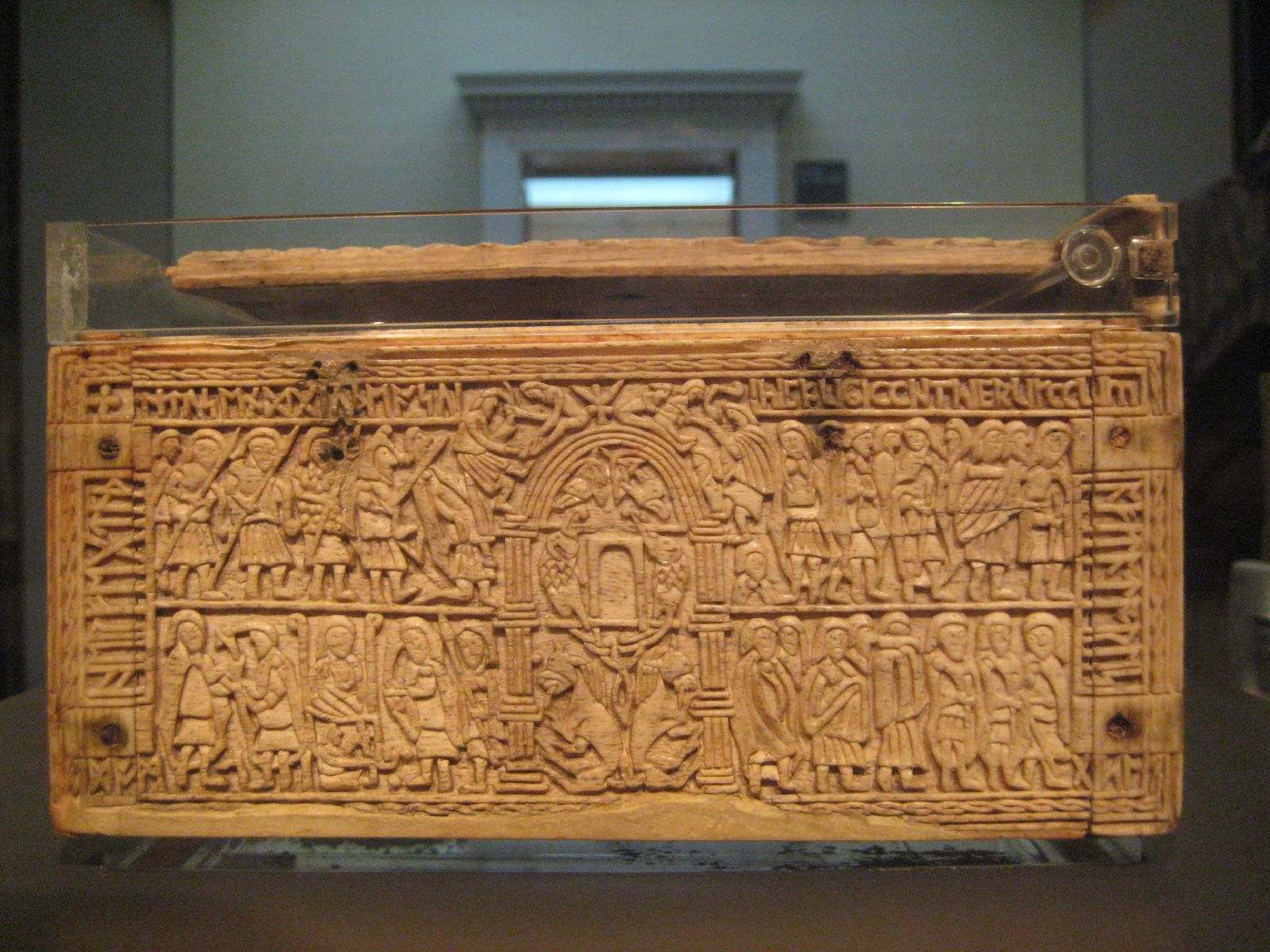
Panneau arrière du coffret.

Le coffret apparaît pour la première fois dans une famille d'Auzon (Haute-Loire, France). Elle lui servait de boîte de couture jusqu'à ce que les charnières en argent en soient récupérées pour faire une bague. Sans ses charnières, la cassette se disloqua. Les panneaux, sauf un, furent montrés à un certain professeur Mathieu, à Clermont-Ferrand, qui les vendit à un marchand d'art de Paris, où ils furent achetés en 1857 par le conservateur britannique Augustus Wollaston Franks, qui en fit don au British Museum en 1867. Le panneau manquant fut retrouvé ultérieurement dans un tiroir par la famille d'Auzon et vendu au musée du Bargello à Florence, lequel fit le rapprochement avec les panneaux conservés au British Museum en 1890.
Le professeur Mathieu suggère un lien avec la collégiale d'Auzon, cette origine est également proposée en 1867 dans les registres d'acquisition du British Museum. Cependant, les échanges entre Mathieu et Franks (alors conservateur au département des Antiquités) restent silencieux sur la provenance du reliquaire. Les circonstances de son arrivée à Londres ne sont pas très claires. Bien que le reliquaire ait été reconnu comme portant des écritures anciennes anglo-saxonnes, le British Museum avait, dans un premier temps, refusé de l'acheter. Le coffret semble passer dans plusieurs mains avant de finalement intégrer la collection du musée. Des recherches faites par W. H. J. Weale du Victoria & Albert Museum, venu à Brioude et Auzon à la fin du XIXe siècle, suggéraient que la cassette appartenait à l'église Saint-Julien à Brioude, où il est possible qu'elle ait été dérobée pendant la Révolution française. Son origine et son iconographie intriguent.
Un moulage du reliquaire est exposé au musée de Clermont-Ferrand, réalisé par le professeur Ehrhard, lorsqu'il occupait la chaire de littéraire étrangère de Clermont-Ferrand.

## Particularités
Sur cet objet unique, en os de baleine, sont sculptées en relief des illustrations germaniques païennes ainsi que des formes typiques anglo-saxonnes. 
Son style, les scènes gravées entourées de textes runique et latin, indiquent qu'il fut fabriqué au début du VIIIe siècle dans le nord de l'Angleterre, provenant du royaume de Mercie ou bien de la Northumbrie. Sa construction copie celle d'un reliquaire chrétien tardo-antique.